# Mariann Fischer Boel
Mariann Fischer Boel (Åsum, Dinamarca 1943) és una política danesa que fou Comissària Europea d'Agricultura i Desenvolupament Rural en la Comissió Barroso I (2004-2010).

## Biografia
Va néixer el 15 d'abril de 1943 a la ciutat d'Åsum, població situada a l'illa i districte de Fiònia. Va estudiar llengües modernes a la Universitat de Copenhaguen, ampliant posteriorment els seus estudis a Bèlgica en ciències econòmiques.

## Activitat política
Membre del partit liberal Venstre des de 1982, entre aquell any i 1997 fou membre del consell municipal de Munkebo, esdevenint la seva alcaldessa entre 1986 i 1991. El 1994 fou escollida diputada al Parlament de Dinamarca, i el novembre de 2001 fou nomenada Ministra d'Alimentació, Agricultura i Pesca al seu país en el govern d'Anders Fogh Rasmussen. Ocupà aquest càrrec fins a l'agost de 2004, moment en el qual fou nomenada representant del seu país a la Comissió Europea.
En la formació de la Comissió Barroso el novembre de 2004 fou nomenada Comissària Europea d'Agricultura i Desenvolupament Rural, càrrec que deixà amb la renovació de la comissió el 9 de febrer de 2010.